# 杰米·麦克唐纳
杰米·麦克唐纳（英語：Jamie Macdonald，1994年12月22日—），加拿大女子短道速滑运动员，2015年冬季世界大学生运动会女子3000米接力铜牌得主、2018年世界短道速滑锦标赛女子3000米接力铜牌得主。